# Corynoptera facticia
Corynoptera facticia är en tvåvingeart som beskrevs av Werner Mohrig och Jaschhof 1999. Corynoptera facticia ingår i släktet Corynoptera och familjen sorgmyggor. Inga underarter finns listade i Catalogue of Life.